# Жимарице
Жимарице (словен. Žimarice) су насељено место у општини Содражица, регија Југоисточна Словенија, Словенија.

## Историја
До територијалне реорганизације у Словенији биле су у саставу старе општине Рибница.

## Становништво
У попису становништва из 2011. године, Жимарице су имале 277 становника.
| Број становника према пописима | Број становника према пописима | Број становника према пописима |
| ------------------------------ | ------------------------------ | ------------------------------ |
| 1991                           | 2002                           | 2011                           |
| 280                            | 249                            | 277                            |